# باغ‌وحش روتردام
باغ‌وحش روتردام (به هلندی: Diergaarde Blijdorp) یک باغ‌وحش در بخش شمال غربی شهر روتردام در کشور هلند است. این مرکز که قدیمیترین باغ‌وحش هلند میباشد توسط بنیاد سلطنتی باغ‌وحش روتردام ایجاد شده که دارای چندین بخش جغرافیای وحشی با مساحت حدود ۲۸ هکتار با بیش از ۱۸۰ گونه جاندار و همچنین دارای کافه، مرکز خرید و یک مرکز اطلاعات میباشد. این باغ‌وحش عضو انجمن باغ‌وحش‌ها و آکواریوم‌های اروپا است. در سال ۲۰۰۷ این باغ‌وحش صد و پنجاه سالگی پیدایش خود را جشن گرفت. 

## تاریخچه
در سال ۱۸۵۵ باغی برای قرقاولها و پرندگان آبزی در مرکز روتردام ایجاد شد. در ۱۸ می ۱۸۵۷ باغ‌وحش روتردام به عنوان ادامه طرح ذکر شده افتتاح شد. نخستین مدیر این باغ‌وحش هنری مارتین بود. در همان سال انجمن باغ‌وحش روتردام ایجاد شد. در سال ۱۹۳۲ تصمیم به سازماندهی مجدد باغ‌وحش گرفته شد. در سال ۱۹۳۷ تصمیم گرفته شد که باغ‌وحش به مکان جدیدی منتقل شود. باغ‌وحش زمین را با شهرداری معاوضه کرد: شهرداری بخشی از باغ‌وحش قدیمی را به صورت رایگان دریافت کرد و مابقی را باید پرداخت میکرد. در عوض باغ‌وحش مالک دو سوم یک منطقه جدید ۱۳ هکتاری شد، در ۲۶ اکتبر ۱۹۳۸ انجمن باغ‌وحش روتردام منحل شد و بنیاد باغ‌وحش روتردام ایجاد شد. باغ‌وحش روتردام پیش از بمباران روتردام در جنگ جهانی دوم به مکان جدید خود نقل مکان کرد. باغ‌وحش اصلی دو روز پیش از حمله برق آسا در یک بمباران به شدت آسیب دیده بود، اما بمباران اصلی در ۱۴ مه ۱۹۴۰ به آن آسیبی وارد نکرد. طراحی جدید باغ‌وحش توسط یک هلندی به نام سیبولد فون قاوستن که طراح ایستگاه مرکزی روتردام بود انجام گرفت.

## فهرست جانوران

### آسیا
باغ چینی
- گوزن کاکلی
- دم‌بلند فرانسوا
- شنگ اوراسیایی

رود آمور
- فلامینگوی بزرگ
- لک‌لک سفید
- پلنگ آمور
- جغدباز شمالی
- پلیکان خاکستری
- باکلان بزرگ
- درنای کاکل‌قرمز

جنگل مالزی و خانه آسیایی
- خوک زگیل‌دار ویسایان
- گوزن خالدار فیلیپینی
- ماکاک دم‌شیری
- گربه ماهیگیر
- بنتنگ
- سیاه‌کل
- نوک‌شاخ حلقه‌گل‌دار
- آله‌بوف بنگال
- مینای بالی
- کبک کاکلی
- لاک‌پشت جعبه‌ای آمبوینا
- اژدهای کومودو
- مارمولک تمساح چینی
- طوطی سرآلویی
- کبرای هندی
- مار موش‌خوار کرگدنی

باتلاق آسیایی
- درنای پس‌سرسفید
- درنای طناز
- میمون سیاه کاکل‌دار
- قار کوچک
- اکراس سرسیاه
- لک‌لک رنگین
- لک‌لک شیری
- حواصیل شب تاج‌سیاه
- اردک سوت‌زن گندم‌گون
- طاووس سبز

استپ مغولی
- شتر دوکوهانه
- گربه پالاس

هندوستان
- کرگدن هندی
- فیل آسیایی
- پایتون هندی
- تاپیر مالایی

نهر ببر
- ببر سوماترایی

دیگر جانوران
- پاندای سرخ

### اروپا
- گوزن شمالی فنلاندی

### آفریقا
نمایشگاه گوریل
- گوریل غربی سرزمین‌های پست
- میمون بینی‌خال‌دار بزرگ

کنگو
- مرغ شاخدار کاکلی
- موزخوار گینه
- گور زرافه
- گراز سرخ رودخانه
- گورگوزن
- دیک‌دیک کرک
- زنبورخوار کارماین شمالی

دشت
- زرافه سومالی
- کودوی بزرگ
- شترمرغ معمولی
- لک‌لک مردارخوار
- سرچکشی
- درنای تاج‌دار خاکستری
- دال پشت‌سفید آفریقایی
- دال روپل
- کرکس سرسفید
- کرکس کلاه‌پوش
- نوک‌شاخ زمینی جنوبی
- کفتار خال‌دار
- یوزگربه
- خدنگ زرد
- سنجاب زمینی دماغه
- جولای سرسیاه

رودخانه تمساح
- تمساح نیل
- تمساح تنگ‌گردن آفریقایی
- لاک‌پشت ستاره‌دار آفریقایی
- حشره‌خوار خرطومی سیاه و حنایی
- تشی دماغه
- خرگوش کوهی صخره

دیگر
- نوک‌شاخ فان در دکن
- سبزموزخوار غربی
- سار والا
- خروس‌کلی تاجدار
- اسب آبی کوتوله
- کرگدن سیاه
- آهوی داما

### آمریکای جنوبی
- شترچه
- شترمرغ آمریکایی داروین
- اکراس سرخ‌فام
- فریادکش جنوبی
- مکائوی آبی‌طلایی
- مکائوی سرخ‌فام

### آمریکای شمالی
دشتی
- بوفالوی دشتی
- سگ دشتی دم‌سیاه

قطبی
- خرس قطبی
- روباه قطبی
- بوف برفی
- عقاب دریایی استلر
- راکون

### اقیانوسی
جزیره بیس راک
- طوطی دریایی اطلس
- سینه‌سفید نوک‌قلمی
- کاکایی پاسیاه
- اردک خال‌دار معمولی

دریای شمال
- شاه‌میگوی اروپایی
- ماهی سنباده
- چارگوش‌ماهی پشت‌دراز
- شاه‌ماهی
- ماهی خال‌خالی اطلس
- عروس دریایی معمولی

اقیانوس اطلس
- کوسه پرستار
- لاک‌پشت سبز دریایی
- لاک‌پشت پوزه‌عقابی
- لقمه‌ماهی جنوبی
- نیزه‌ماهی بزرگ

کارائیب
- مارماهی سبز
- ماهی کت‌چرمی دم‌جارویی

آنتیل
- هوتیای کوبایی
- ایگوانای اوتیلا
- پیرانای شکم قرمز
- پاکوی سیاه
- کیمن کوتوله کوویر
- بیل‌کله
- سفره‌ماهی بینی‌گاوی

جزایر فالکلند
- شاه‌پنگوئن
- پنگوئن جنتو

گالاپاگوس
- لاک‌پشت‌های غول‌پیکر گالاپاگوس

دریای کورتز
- روباه تیزرو
- سنجاب زمینی صخره‌ای
- جغد سوراخ‌نشین
- چاکوالا
- هیولای هیلا
- وزغ رودخانه کلرادو
- Fish

دریای کالیفرنیا
- هشت‌پای غول آرام
- کوسه شاخدار
- شیر دریایی کالیفرنیا
- ستاره دریایی، توتیای دریایی

### دیگر جانوران
- شیر ایرانی
- پروانه
- میرکت
- والابی مرداب